# Harpactea sturanyi
Harpactea sturanyi este o specie de păianjeni din genul Harpactea, familia Dysderidae. A fost descrisă pentru prima dată de Nosek, 1905. Conform Catalogue of Life specia Harpactea sturanyi nu are subspecii cunoscute.